# GECT Parc européen Alpi Marittime-Mercantour
Le GECT Parc européen / Parco europeo Alpi Marittime-Mercantour est un groupement européen de coopération territoriale institué le 6 juin 2013. Il est issu du rapprochement du parc national du Mercantour, côté français, et du parc naturel des Alpes maritimes, côté italien ; ces deux parcs naturels, jumelés depuis 1987, ont signé en 1998 une charte de coopération transfrontalière.
Un GECT est avant tout un instrument juridique que l'Europe a conçu pour favoriser la gestion des fonds structurels, mettre en œuvre une collaboration stratégique mais également pour fournir des services communs entre des pays différents. Le GECT peut être utilisé également pour la réalisation opérationnelle de projets de coopération, non nécessairement financés par des fonds communautaires. 
Étant donné leur collaboration trentenaire, consolidée par de nombreux projets, les parcs transfrontaliers Alpi Marittime et Mercantour ne pouvaient que saisir la grande opportunité offerte par l'Europe.  
Le siège légal (à la Mairie) a été établi à Tende (France). Sur la base de ce choix, le GECT Parc européen/Parco europeo Alpi Marittime-Mercantour suit les règles du droit français. 

## Historique, 30 ans de collaboration
Côté piémontais, la Riserva Reale di caccia di Valdieri-Entracque (Réserve Royale de chasse de Valdieri-Entracque) - instituée en 1857 par Victor-Emmanuel II - prend en 1980 le nom de Parco Naturale dell'Argentera (Parc Naturel de l'Argentera) du nom du plus haut sommet du massif du Mercantour-Argentera, le mont Argentera culminant à 3 297 m. En 1995, il fusionne avec la réserve naturelle spéciale Bois et lacs de Palanfrè et devient ainsi le parc naturel des Alpes maritimes (Parco Naturale Alpi Marittime). Côté Alpes-Maritimes et Alpes-de-Haute-Provence, le massif du Mercantour faisait également partie de la Réserve royale de chasse ; le parc national a été créé en 1979.
Le rapprochement amorcé en 1987 témoigne de cette histoire commune et de la proximité des deux aires protégées. Les deux parcs possèdent 33 km de frontière commune et œuvrent dans des projets communs de protection et de valorisation des richesses culturelles, paysagères et naturelles. Ils travaillent ensemble à la conservation de leur biodiversité, par exemple au travers du suivi d'espèces évoluant sur les deux zones, comme l'aigle royal, le gypaète barbu, les bouquetins et le loup.
La mise en place de structures et de projets communs faisait initialement partie du programme de coopération transfrontalière franco-italienne Alcotra et fonctionnait grâce aux outils d'Interreg. Parmi ces programmes, deux sont particulièrement important : la participation au programme international de réintroduction du gypaète barbu et la gestion du retour naturel du loup dans les Alpes du Sud. D'autres initiatives sont également menées par des équipes franco-italienne dont l'établissement d'un inventaire des espèces endémiques et la définition d'un « Grand Tour Alpi Marittime Mercantour », une boucle routière qui parcourt les deux parcs.

### Les dates clé
- 1857: Victor-Emmanuel II, roi de Piémont-Sardaigne et futur roi d'Italie, charmé par l'abondance de gibier et par la beauté des montagnes de l'espace Argentera-Mercantour, y institue une « Réserve Royale de Chasse ».
- 1860-1861: Victor-Emmanuel II cède la Savoie et le Comté de Nice à Napoléon III, son allié dans la guerre contre l’Autriche, mais conserve la haute vallée de la Roya et les « terres de cour », situées dans les hautes vallées de la Vésubie et de la Tinée.
- 1947: A la fin du deuxième conflit mondial, le versant méridional de l’Argentera-Mercantour est rattaché à la France. Le comité départemental du Tourisme de Cuneo propose de créer un « Parc international » pour assurer la sauvegarde de la faune locale.
- 1979: Création du Parc national du Mercantour et de la Riserva del Bosco e dei Laghi di Palanfré.
- 1980: Création du Parco naturale dell’Argentera.
- 1987: Signature du jumelage des parcs du Mercantour et de l’Argentera. Démarrage des premiers projets communs, dans les domaines de la communication, de la recherche, de la gestion du territoire et du développement durable.
- 1993: Les parcs du Mercantour et de l’Argentera reçoivent conjointement le « Diplôme européen des espaces protégées » du Conseil de l’Europe. Premier lâcher de gypaètes dans le territoire Marittime-Mercantour.
- 1995: De l'union du Parc de l’Argentera et de la Riserva del Bosco e dei Laghi di Palanfré naît le Parco naturale delle Alpi Marittime
- 1998: Signature de la Charte de jumelage, dans laquelle les objectifs de coopération sont réaffirmés et intensifiés. Les deux espaces protégés obtiennent la deuxième confirmation du « Diplôme européen ».
- 1999: L'inventaire de la flore rare et endémique des deux Parcs est réalisé.
- 2001: Les parcs Alpi Marittime et Mercantour s’engagent conjointement dans une démarche de classement au « Patrimoine mondial de l’Unesco » et en « Réserve de Biosphère »
- 2003: Une cellule opérationnelle transfrontalière est créée. Le diplôme européen est renouvelé conjointement pour la troisième fois.
- 2004: L'adhésion à la « Charte européenne du tourisme durable » par le Parc du Mercantour, sur l'exemple du Parco delle Marittime (2001), renforce la stratégie de développement commun.
- 2006: Attribution de la « Charte européenne du Tourisme Durable » au Parc du Mercantour et renouvellement pour le Parc Alpi Marittime ; approbation d’un Plan d’action commun Marittime-Mercantour pour la période de 2007 à 2013. Les Parcs commencent la réalisation d'un Inventaire Biologique Généralisé (ATBI), qui continue avec la contribution d'Alcotra 2007-2013. Publication conjointe de la deuxième édition de l'Atlas transfrontalier et élaboration d'une carte graphique commune, comprenant un nouveau système unitaire de signalétique verticale des itinéraires de randonnée. Conjointement, le Grand Tour est imaginé : une grande boucle routière contournant les deux parcs et étant un point de repère précis pour la création de produits touristiques communs.
- 2007: Création d’une table de travail, sur initiative du Ministère de l'Environnement italien, pour la constitution d’un « Groupement Européen de coopération territoriale » Marittime-Mercantour. Le GECT, créé par le règlement européen et doté d’une personnalité juridique propre, constituera le premier organisme unique de gestion des deux Parcs. Le Plan Intégré Transfrontalier Alpi Marittime-Mercantour démarre. Il est financé par le programme franco-italien de coopération transfrontalière ALCOTRA 2007-2013.
- 2008: Les deux aires protégées obtiennent la quatrième confirmation du « Diplôme européen ».
- 2010: Les deux Parcs fêtent ensemble leur trentième anniversaire!
- 2011: Au cours de l'été, le Grand Tour Marittime Mercantour à vélo est testé par les représentants des deux Parcs en présence du grand champion Claudio Chiappucci.
- 2012: Les deux espaces protégés renouvellent conjointement la « Charte européenne du Tourisme Durable ». Vingtième lâcher conjoint de deux jeunes gypaètes dans le Parc des Alpi Marittime, avec le soutien de la fondation Albert II de Monaco. Clôture des projets Mobilité, Tourisme, Inventaire Biologique et Planification du Plan Intégré Transfrontalier Alpi Marittime-Mercantour : un grand nombre d'actions est achevé, avec des retombées concrètes sur les territoires des deux Parcs. Et les travaux sont encore en cours...
- 2013: Création du Groupement européen de coopération territoriale (GECT) Parc européen / Parco europeo Alpi Marittime Mercantour.
- 2017: Le deux parcs se voient remettre pour la troisième fois le diplôme de la « Charte européenne du Tourisme Durable »
- 2017: Présentation du dossier de candidature des Alpes de la Méditerranée au Patrimoine Mondial de l'UNESCO. 

## Objectifs

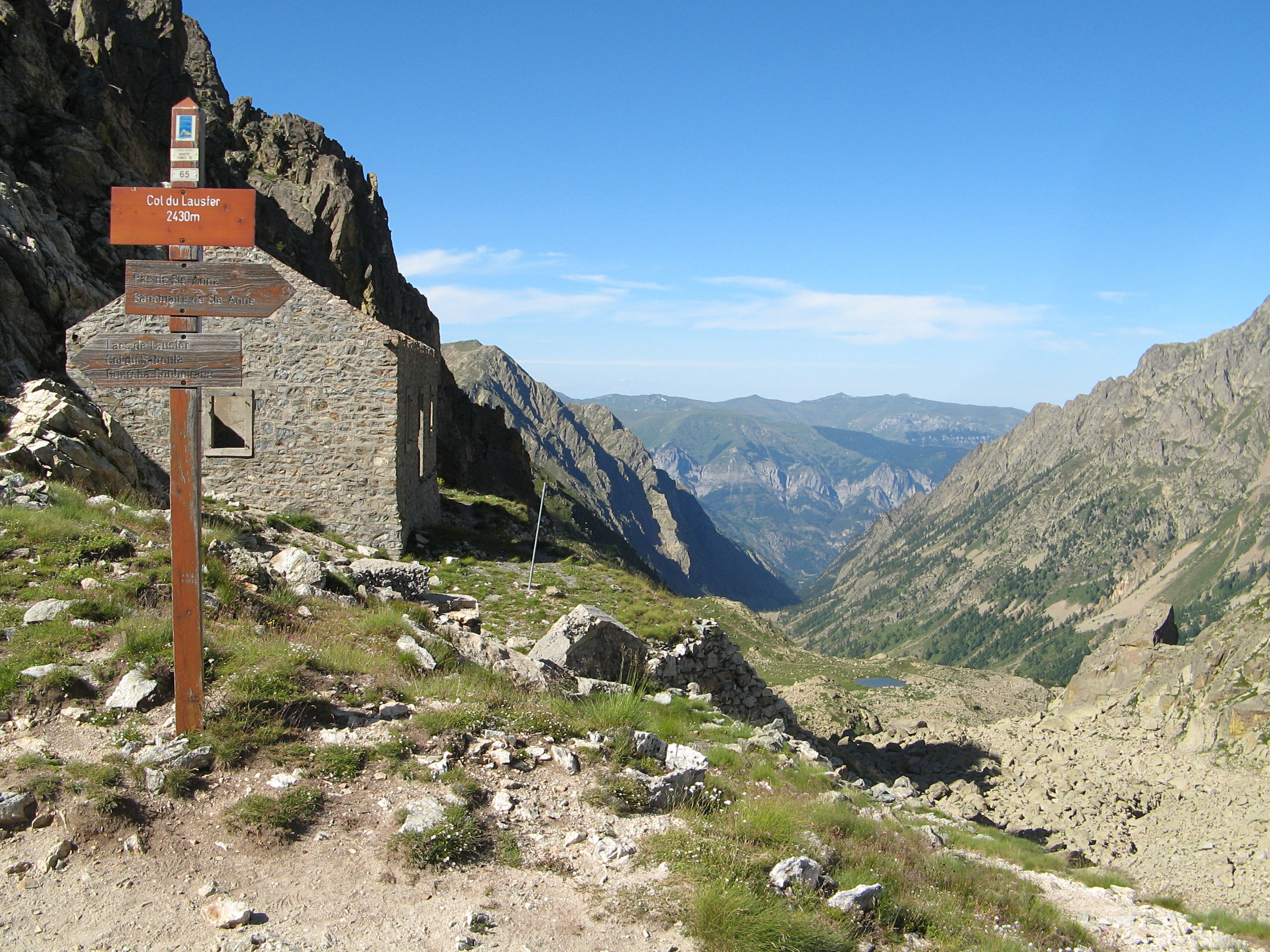
Col du Lausfer, à la frontière franco-italienne dans les Alpes-Maritimes.

Les deux parcs demeurent indépendants et le GECT se présente comme une structure de gestion commune, ce qui constitue une première en matière de coopération transfrontalière et de gestion d'espaces naturels protégés.
L'objectif annoncé est d'avoir une « gestion directe de nombreux projets transfrontaliers, générant des retombées socio-économiques directes sur le territoire des deux espaces protégés ».
Deux espaces protégés, de nombreux objectifs partagés
En l'espace de plus de trente ans, les deux Parcs ont travaillé côte à côte sur plusieurs fronts :

### Gestion et protection de la faune
- transfert de bouquetins du Parc naturel de l'Argentera au Parc national du Mercantour (1987-1995);
- réintroduction du gypaète barbu avec lâchers annuels alternés dans les deux espaces protégés depuis 1993 ;
- programme Lemed Ibex de suivi et de protection du bouquetin des Alpes ;
- programme Abeille du territoire pour maintenir la diversité des abeilles sauvages ;
- monitorage commun de certaines espèces (aigle royal, loup, etc.).

### Connaissance et protection de la flore
- conservation de la biodiversité : Projet ATBI (All Taxa Biodiversity Inventory).

### Protection et évolution des milieux
- programme PAYSAGES autour de la gestion des milieux forestiers et agropastoraux ;
- programme CClimaTT portant sur le changement climatique.

### Culture transfrontalière
- réalisation de publications et d'études transfrontalières : guides, dépliants, atlas, productions audiovisuelles, etc.

### Aménagement du territoire
- aménagement de sentiers ;
- installation de signalétique bilingue sur les cols transfrontaliers ;
- valorisation du paysage et du patrimoine culturel.

### Tourisme Durable
- réalisation de produits de communication et participation commune à des événements ;
- appui aux actions pour le développement durable du territoire ;
- création et soutien de deux associations d’écotourisme ;
- engagement transfrontalier dans la Charte Européenne du Tourisme Durable, etc.

### Développement de l’itinérance
- Développement d’un schéma d’itinérance transfrontalier, autour du Grand Tour et des Alpes de la Méditerranée ;
- Développement d’un portail web commun destiné à la pratique de la randonnée.

### Candidature au Patrimoine mondial de l'UNESCO
L'un des objectifs majeurs du GECT à l'international est la présentation et la promotion d'une candidature au Patrimoine mondial de l'UNESCO : avec le Parco del Marguareis, le Parco delle Alpi Liguri et les sites Natura 2000 gérés par la province d'Imperia, soit plus de 1 285 km2, des Alpes à la Méditerranée.
En 2016, les deux parcs font partie des listes indicatives du Patrimoine mondial de l'UNESCO des deux pays.

## Sources

## Compléments